# 펄리시티 존스
펄리시티 로즈 해들리 존스(영어: Felicity Rose Hadley Jones, 1983년 10월 17일 ~ )는 간단히 펠리시티 존스(영어: Felicity Jones)로 잘 알려진 잉글랜드의 배우이다. 그녀는 만 12세에 출연한 영화 《보물 사냥》(1996)에서 아역으로 그녀의 전문적인 연기 경력을 시작했다. 그녀는 TV 시리즈 《꼴찌마녀 밀드레드》의 시즌 1과 그 속편 《위어드시스터 대학교》에서 에설 핼로 역할을 연기했다. 그녀는 학창 시절 초창기 동안 학교에 참석하기 위해 연기 활동은 당분간 휴식기를 가졌고, 그녀는 2006년에 옥스퍼드 워덤 칼리지를 졸업한 이후 지속적으로 일했다. 라디오에서, 그녀는 《더 아처스》의 엠마 그런디 역할을 장기적으로 연기했다. 2008년, 그녀는 돈마 웨어하우스 프로덕션에서 제작한 연극 《백악의 정원》에 출연했다.
2006년부터 존스는 《노생거 사원》 (2007), 《브라이즈헤드 리비지티드》(2008), 《쉐리》 (2009), 그리고 《더 템피스트》 (2010) 등 다양한 영화에 출연했다. 그녀의 연기는 2011년 영화 《라이크 크레이지》에서 비평가들에 찬사를 받아 2011년 선댄스 영화제에서 심사위원 특별상을 포함해, 그녀는 신인상을 다수 수상하였다. 2014년, 그녀는 제인 와일드 호킹을 연기한 영화 《사랑에 대한 모든 것》에서 비평가들의 많은 찬사를 받아 골든 글로브상, 영국 아카데미 영화상(BAFTA), 미국 배우 조합상(SAG), 미국 아카데미상 등 여러 시상식에 후보로 지명되었다. 2016년에는 모험 스릴러 《인페르노》, 판타지 드라마 《괴물의 부름》, 스타워즈 스핀오프 《로그 원: 스타워즈 스토리》에 진 어소 역할로 출연했다. 2016년에 그녀는 한 해의 영국 아티스트들에게 주어지는 BAFTA 브리타니아 어워드 올해의 영국 예술가상을 수상했다.

## 성장 과정 및 교육
존스는 버밍엄의 부유한 교외 지역인 본빌에서 줄리아 해들리와 가레스 존스의 딸로 태어났다. 그녀의 어머니의 조부모는 제프리와 로즈 해들리, 그리고 그녀의 외삼촌은 배우 마이클 해들리이다. 그녀의 부모님은 「울버햄튼 익스프레스 앤 스타」에서 일하는 동안 만났다. 아버지는 언론인이었고 어머니는 광고업에 종사했다. 그들은 그녀가 만 3세때 이혼을 했고, 그녀는 형제들과 함께 홀어머니 곁에서 자랐다.
이후 킹즈 노턴 여학교를 졸업한 후, 존스는 또 다른 단성 교육 시설인 킹 에드워드 6세 핸스워스 학교에 진학하였고, A-레벨 과정을 마친 후, 1년간 갭이어(이 기간에 BBC 드라마 《서번트》에 출연했다)를 가졌다. 그녀는 이후 옥스퍼드 대학교를 구성하는 단과대학 중 하나인 워드험 칼리지에서 2006년에 상위 2등급 성적으로 졸업했다. 영문학을 공부하는 동안, 그녀는 《아티스》의 주연 역할을 포함해, 2005년 옥스퍼드 대학교 연극 클럽(OUDS)의 일본 여름 투어에서는 해리 로이드와 함께 셰익스피어의 희극 《헛소동》에 출연했다.

## 연기 경력

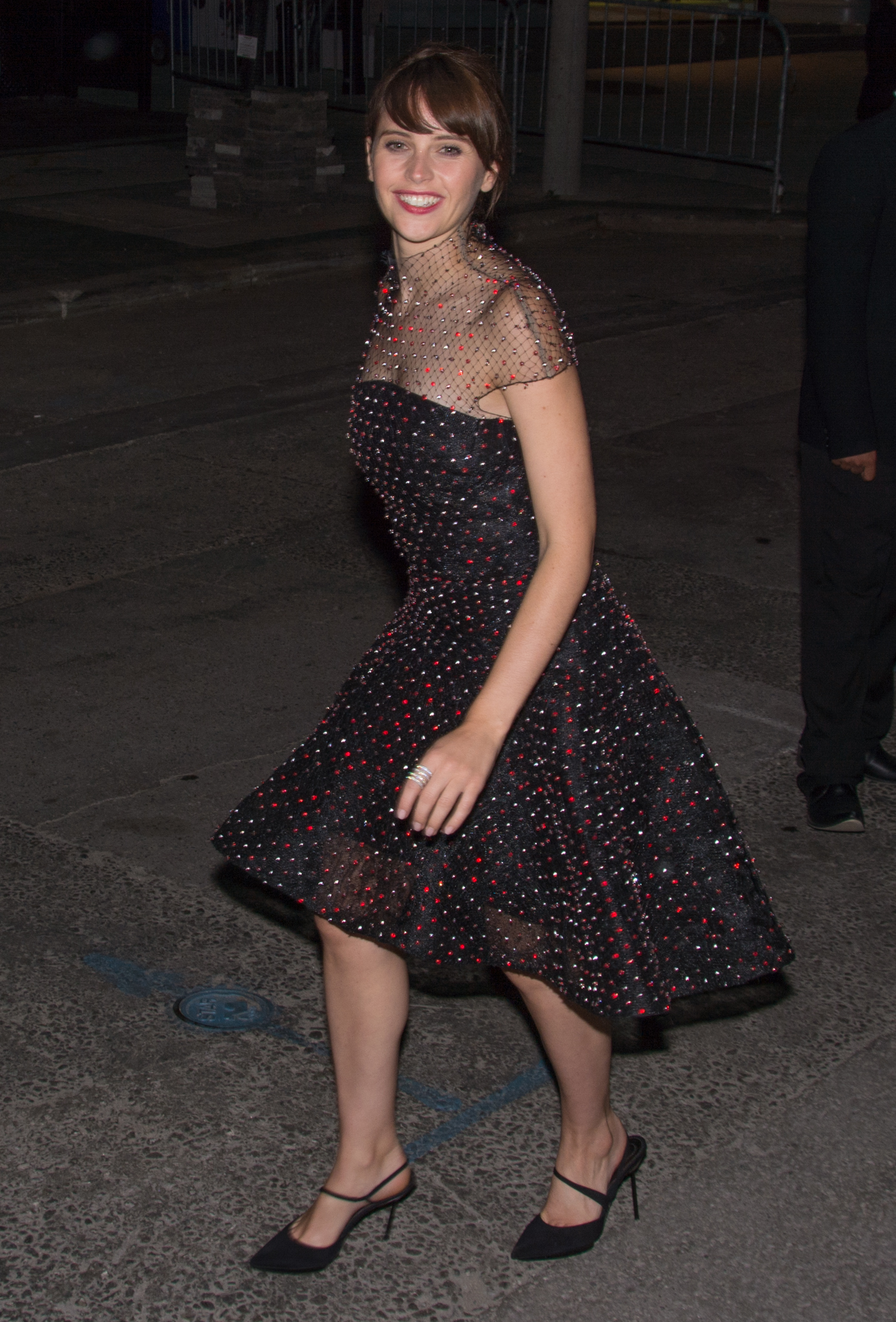
2014년 토론토 국제 영화제에서의 존스.

존스는 그녀의 외삼촌인 배우 마이클 해들리에게 연기를 시작하는 것에 대한 용기를 얻었다. 그녀의 어머니 역시도 영화와 연극에 대해 열정적인 사람이였다. 그녀는 만 11세때 방과후 센트럴 텔레비전이 기금을 대는 워크숍에서 연기를 시작했다. 존스는 《꼴찌마녀 밀드레드》의 첫 번째 시즌에 출연하였고, 이후에 그녀의 배역은 케이티 앨런으로 교체됐다. 그녀가 시리즈를 떠난것은 집이 그리웠기 때문이였다. 2001년 《위어드시스터 대학교》가 방영을 시작했을 때 그녀는 핼로 역할로 복귀했다. 《위어드시스터 대학교》를 촬영하던 당시에, 그녀는 겨우 만 17세였고, 런던의 리치먼드에 살고 있어서 개인 교사를 통해서 A-레벨 과정을 마쳤다. 그녀는 가장 장기간이자 아마도 잘 알려진 역할로는 BBC 라디오 4의 솝 오페라 《아처스》이며, 그녀는 여기서 에마 카터 역할(현재는 에메랄드 오핸러헌이 연기함)을 연기했었다.
2003년, 그녀는 BBC 드라마 《서번츠》에 그레이스 메이 역할로 출연했다. 그녀는 2007년 ITV에서 방영한 제인 오스틴 원작의 《노생거 사원》에 주연을 맡았고, 2007년 4월 로열 코트 극장에서 극작가 폴리 스텐햄의 《댓 페이스》에 출연하며 연극 무대 데뷔를 했다.
2008년, 그녀는 영화 《브라이즈헤드 리비지티드》, 《다니엘 크레이그의 플래시백》 《닥터 후》의 에피소드 "The Unicorn and the Wasp" 편, 런던에 위치한 돈마 웨어하우스 극장에서 열린 에니드 백널드의 《백악의 정원》의 재공연에 출연했다. 2009년 1월, BBC One에서 방영한 5부작 드라마 《안네의 일기》에서 존스는 마고 프랭크 역할을 맡아 탬신 그레이그(에디트 프랑크 역할), 이아인 글렌(오토 프랑크 역할)와 함께 출연했다. 그 해 5월 말에, 그녀는 하이 타이드 페스티벌에서 앤서니 밍겔라의 《행 업》 리허설 공연에서 연기했다. 존스는 스티븐 머천트와 리키 저베이스 감독의 2010년 영화 《세머테리 정션》에 줄리 역할을 연기했다. 그녀는 또한 《소울보이》와 줄리 테이머 감독의 블록포스터 각색 영화 《더 템피스트》에 미란다 역할로 출연했다.

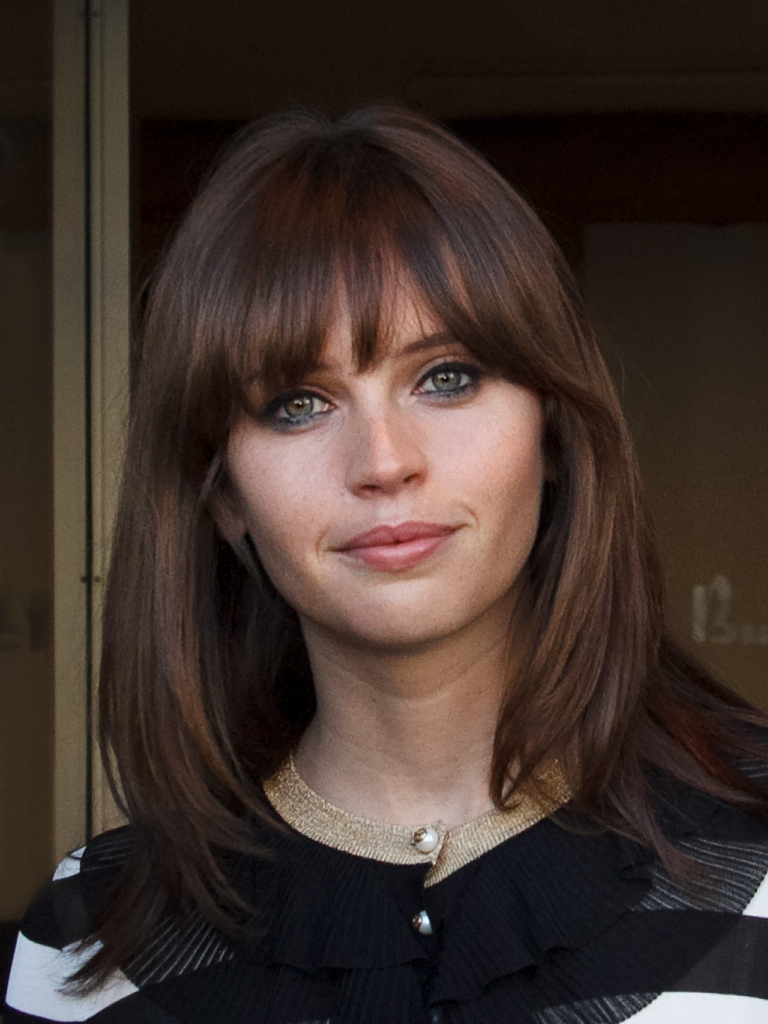
2016년 토론토 국제 영화제에서의 존스.

2011년 1월 29일, 존스는 드레이크 도리머스 감독의 영화 《라이크 크레이지》에서의 애나 역할의 연기로 선댄스 영화제에서 심사위원 특별상을 수상했다. 그녀는 영화에서의 머리와 화장을 직접하였고, 반면에 영화 속 대사는 대부분이 즉흥으로 한 것이였다. 그녀의 연기는 《언 애듀케이션》으로 미국 아카데미상 후보에 오른 캐리 멀리건과 비교되기도 하였다. 그녀는 또한 이 영화를 통해 2011년 할리우드 영화제에서 신인 연기상을 수상하였다. 그녀는 《가십걸》의 배우 에드 웨스트윅와 함께 2011년 3월에 개봉한 로맨틱 코미디 영화 《샬레이걸》에 출연했다. 존스는 2011년 6월과 7월 런던에 위치한 돈마 웨어하우스 극장에서 프리드리히 실러의 《간계와 사랑》을 새롭게 해석한 마이크 풀턴의 《루이스 밀러》에 출연했다. 존스는 이 배역을 연기하기 위해 가톨릭 집안에서 지내면서 미사에 참석했다.
2011년, 존스는 버버리의 새로운 모델이 되었다. 또한 같은 해 11월, 그녀는 돌체앤가바나의 새로운 모델이 되었다. 존스는 2014년 5월 2일에 개봉한 영화 《어메이징 스파이더맨 2》에 출연하였다. 그녀는 해리 오스본의 비서인 펄리샤 하디 역할을 연기했다.
존스는 그녀의 현재 연기 경력에서 정점이 된 로맨스 전기 영화 《사랑에 대한 모든 것》에서 제인 와일드 호킹 역할을 연기했고, 세계적으로 유명한 물리학자 스티븐 호킹의 인생과 사랑을 담은 이 영화에서 호킹을 연기한 에디 레드메인과 공연했다. 이 영화는 그녀와 레드메인의 뛰어난 연기로 인해서 비평가들로부터 큰 호평을 받았다. 제인 역할을 연기한 그녀는 미국 아카데미상 여우주연상, 영국 아카데미 영화상(BAFTA) 여우주연상, 골든 글로브상 영화 드라마 부문 여우주연상, 크리틱스 초이스 영화상 여우주연상, 미국 배우 조합상(SAG) 영화부문 여우주연상 등 여러 영화협회가 수여하는 수많은 시상식의 후보에 지명되었다.
2015년 2월, 그녀는 개러스 에드워즈가 감독을 맡은 스타워즈의 스핀오프 영화 《로그 원: 스타워즈 스토리》에서 진 어소 역할로 출연했다. 존스의 에이전트가 해당 역할을 그녀에게 권했으며, 그녀도 역할에 대한 정체성을 조사하며 즐거움을 느꼈고 론다 로우지에게서 영감을 얻었다고 하였다. 로그원은 2016년 12월에 긍정적인 평가와 함께 개봉하였고 박스오피스에서 10억 달러가 넘는 수익을 거뒀다. 2016년에 또한 《인페르노》에서 로버트 랭던의 탈출을 돕는 박사 역할을 연기했다. 해당 영화 감독인 론 하워드에 따르면, 존스만이 영화 출연 서명하는 것을 꺼려했던 이유는 조카의 탄생을 보기위해 며칠을 비워달라는 시간을 보장해달라는 것이였다. 배역 계약 서명을 한 후, 그녀는 출연 역할에 대한 이해를 돕기 위해 박물관과 미술관들을 찾았다. 존스는 그녀의 배역과 톰 행크스의 배역 사이에 일어난 케미가 좋았다고 말했다.

## 개인 생활
2013년, 그녀는 10년 동안 교제한 조각가이자 인터넷 아티스트인 에드 포니엘스와 결별했다. 그녀와 포니엘스는 그가 러스킨 예술 학교에 재학 시절에 옥스퍼드 대학교에서 만났다.
존스는 스스로를 페미니스트라고 자각했다. 2015년 그녀는 영화 감독 찰스 가드와 연인 관계를 시작하여 2017년 5월 약혼을 했음이 알려졌다. 이 둘은 2018년 6월에 결혼식을 올렸다.

## 수상 및 후보
| 연도 | 상                       | 부문                                                       | 작품                                  | 결과 | 출처   |
| ---- | ------------------------ | ---------------------------------------------------------- | ------------------------------------- | ---- | ------ |
| 2008 | 백악의 정원              | 이브닝 스탠더드 브리티쉬 필름 어워드                       | 최우수 신인상                         | 후보 |        |
| 2011 | 라이크 크레이지          | 제21회 고담 어워드                                         | 최우수 신인상                         | 수상 |        |
| 2011 | 라이크 크레이지          | 내셔널 보드 오브 리뷰(전미 비평가 위원회)                  | 최우수 신인연기상                     | 수상 |        |
| 2011 | 라이크 크레이지          | 선댄스 영화제                                              | 심사위원특별상 (신인연기상)           | 수상 |        |
| 2011 | 라이크 크레이지          | 제15회 할리우드 영화제                                     | 최우수 신인연기상                     | 수상 |        |
| 2011 | 라이크 크레이지          | 덴버 영화 비평가 협회                                      | 최우수 주목할만한 스타상              | 후보 |        |
| 2011 | 라이크 크레이지          | 디트로이트 영화 비평가 협회                                | 최우수 여우주연상                     | 후보 |        |
| 2011 | 라이크 크레이지          | 디트로이트 영화 비평가 협회                                | 최우수 신인 연기상                    | 후보 |        |
| 2011 | 앨버트로스               | 영국 독립 영화상                                           | 최우수 여우조연상                     | 후보 |        |
| 2012 | 라이크 크레이지          | 제17회 엠파이어상                                          | 최우수 여자 신인상                    | 수상 |        |
| 2014 | 인비저블 우먼            | 영국 독립 영화상                                           | 최우수 여우주연상                     | 후보 |        |
| 2015 | 사랑에 대한 모든 것      | 워싱턴 D.C. 아레아 영화 비평가 협회                        | 최우수 여우주연상                     | 후보 |        |
| 2015 | 사랑에 대한 모든 것      | 세인트루이스 게이트웨이 영화 비평가 협회                   | 최우수 여우주연상                     | 후보 |        |
| 2015 | 사랑에 대한 모든 것      | 샌디에이고 영화 비평가 협회                                | 최우수 여우주연상                     | 후보 |        |
| 2015 | 사랑에 대한 모든 것      | 피닉스 영화 비평가 협회                                    | 최우수 여우주연상                     | 후보 |        |
| 2015 | 사랑에 대한 모든 것      | 휴스턴 영화 비평가 협회                                    | 최우수 여우주연상                     | 후보 |        |
| 2015 | 사랑에 대한 모든 것      | 댈러스-포트워스 영화 비평가 협회                           | 최우수 여우주연상                     | 후보 |        |
| 2015 | 사랑에 대한 모든 것      | 미국 배우 조합상(스크린 액터 길드 어워드)                  | 영화 부문 최우수 연기 캐스팅상        | 후보 |        |
| 2015 | 사랑에 대한 모든 것      | 미국 배우 조합상(스크린 액터 길드 어워드)                  | 영화 부문 최우수 여우주연상           | 후보 |        |
| 2015 | 사랑에 대한 모든 것      | 새틀라이트상(국제비평가협회)                               | 영화 부문 최우수 여우주연상           | 후보 |        |
| 2015 | 사랑에 대한 모든 것      | 크리틱스 초이스 영화상(미국 방송 영화 비평가 협회)         | 최우수 여우주연상                     | 후보 |        |
| 2015 | 사랑에 대한 모든 것      | 골든 글로브상                                              | 영화 드라마 부문 최우수 여우주연상    | 후보 |        |
| 2015 | 사랑에 대한 모든 것      | 영국 아카데미 영화상(BAFTA)                                | 최우수 여우주연상                     | 후보 |        |
| 2015 | 사랑에 대한 모든 것      | AACTA 어워드(오스트레일리아 영화 텔레비전 예술 아카데미상) | 최우수 여우주연상                     | 후보 |        |
| 2015 | 사랑에 대한 모든 것      | 미국 아카데미상                                            | 최우수 여우주연상                     | 후보 |        |
| 2015 | 사랑에 대한 모든 것      | 글래머 어워드                                              | 영화부문 여자연기상                   | 후보 |        |
| 2015 | 사랑에 대한 모든 것      | 틴 초이스 어워드                                           | 초이스 무비: 드라마 여자배우상        | 후보 |        |
| 2017 | 로그 원: 스타워즈 스토리 | 제22회 엠파이어상                                          | 최우수 여우주연상                     | 수상 |        |
| 2017 | 로그 원: 스타워즈 스토리 | 니켈로디언 키즈 초이스 어워드                              | 좋아하는 영화 여자배우상              | 후보 | [ 29 ] |
| 2017 | 로그 원: 스타워즈 스토리 | 니켈로디언 키즈 초이스 어워드                              | 좋아하는 여성 버트키커상              | 후보 | [ 29 ] |
| 2017 | 로그 원: 스타워즈 스토리 | 니켈로디언 키즈 초이스 어워드                              | #스쿼드상 (with 모든 출연진들과 함께) | 후보 | [ 29 ] |
| 2017 | 로그 원: 스타워즈 스토리 | MTV 무비 & TV 어워드                                       | 최고의 히어로상                       | 후보 | [ 30 ] |
| 2017 | 로그 원: 스타워즈 스토리 | 새턴상                                                     | 최우수 여우주연상                     | 후보 | [ 31 ] |
| 2017 | 로그 원: 스타워즈 스토리 | 틴 초이스 어워드                                           | 초이스 무비: SF 여자배우상            | 후보 | [ 32 ] |